# Спорт у Грузії
Історично, Грузія була відома своєю фізкультурою. Відомо, що римляни були зачаровані фізичною підготовкою грузин після спостереження їх методів у стародавній Іберії.
Серед найпопулярніших видів спорту в Грузії — це футбол, баскетбол, регбі, боротьба, і важка атлетика. Інші відомі спортивні змагання в XIX столітті в Грузії були поло на конях і lelo, традиційна грузинська гра, пізніше знаменита як регбі.

## Регбі юніон

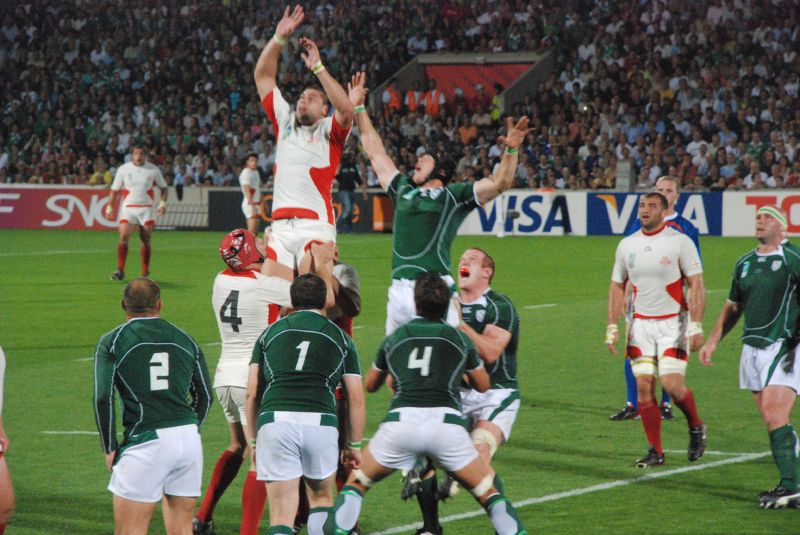
Збірна ірландії з регбі грає проти Грузії на Чемпіонаті світу з регбі 2007

Регбі — популярний командний вид спорту, яким займаються в Грузії. Регбі вважають другим найпопулярнішим видом спорту в Грузії після футболу.

## Баскетбол
Незважаючи на невеликі розміри країни, Грузія підготувала декількох баскетболістів високого класу, які відомі по всьому світу, зокрема Торніке Шенгелія, Владимир Степанія, Ніколоз Цкітішвілі та, найвідоміший серед них, Заза Пачулія. Населення Грузії палко підтримує баскетбольну збірну своєї країни. Зокрема, колишній президент Грузії Міхеіл Саакашвілі, разом з 1 500 інших уболівальників, літав до Литви, щоб підтримати національну збірну на Чемпіонаті Європи з баскетболу 2011 року.

## Мотоспорт
Перша та єдина гонка в Кавказькому регіоні проводиться в Грузії. Rustavi International Motorpark був побудований у 1978 році, а в 2012 році був відновлений після повної реконструкції, яка обійшлася в суму 20 мільйонів доларів. Трек відповідає вимогам FIA 2-го класу, на ньому проводяться змагання серії Легенд серед легкових автомобілів та Формула альфа.

## Боротьба
Боротьба залишається головним видом спорту в Грузії, деякі історики вважають, що греко-римська боротьба є основою багатьох грузинських елементів боротьби. Один з найпопулярніших стилів боротьби — кахетський. Однак, було багато інших стилів сьогодні широко не використовуються. Наприклад, в грузинській області Хевсуреті є три різних стилі боротьби.

## Зимові види спорту
Нодар Кумаріташвілі (груз. ნოდარ ქუმარიტაშვილი;, 25 листопада 1988 року, Боржомі, Грузинська РСР, СРСР — 12 лютого 2010 року, Вістлер, Британська Колумбія, Канада) — грузинський спортсмен-саночник. Загинув під час тренувального заїзду на Олімпіаді 2010 року в Ванкувері ще до офіційної церемонії відкриття Ігор. Смерть Кумаріташвілі стала першою загибеллю спортсмена на зимових Олімпійських іграх з 1992 року. Церемонії відкриття Ігор, яку очолював президент МОК Жаком Рогжем, була присвячена загиблому 21-річному спортсмену.